# АФК Понтъприд Юнайтед
Понтъприйд Юнайтед АФК (на английски: Pontypridd United Association Football Club; на уелски: Clwb Pêl-droed Unedig Pontypridd) е уелски футболен клуб, базиран в град Понтъприд. Играе мачовете си на стадион „ЮСУ Спорт парк“ с капацитет от 1 000 места.
Основан през 1992 като „Понтъприд Спортс и Соушъл Клаб“ на английски: Pontypridd Sports & Social Club слят с друг уелски тим „Ънисъбул Атлетик“ (Ynysybwl Athletic A.F.C.).
Прави дебютния си сезон във Висшата лига през настоящия сезон 2022/23.

## Предишни имена
| Години      | Име                                              |
| ----------- | ------------------------------------------------ |
| 1992 – 2022 | „Понтъприд Таун АФК“ C.P.D. Tref Pontypridd      |
| 2022 -      | „Понтъприд Юнайтед АФК“ C.P.D. Unedig Pontypridd |

## Успехи
- Уелска Висша лига:
  - 8-мо (1): 2022/23
- Купа на Уелс:
  - 1/4 финалист (1): 1995/96
- Дивизия 1: (4 ниво)
  -  Шампион (1): 2005/06
- Дивизия 2: (5 ниво)
  -  Шампион (1): 2015/16